# Zachary Knighton

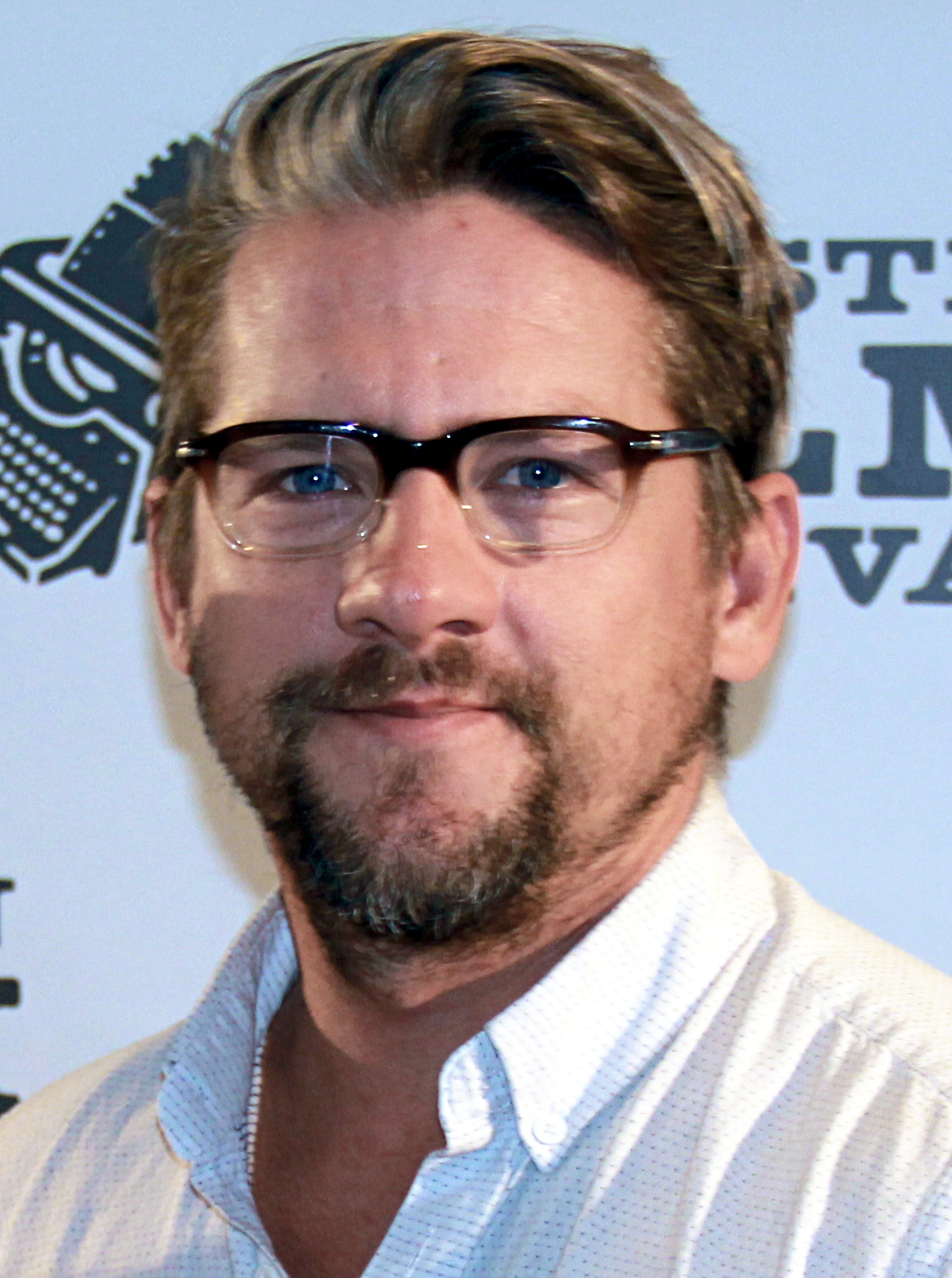
Zachary Knighton (2016)

Zachary Andrew „Zack“ Knighton (* 25. Oktober 1978 in Alexandria, Virginia) ist ein US-amerikanischer Schauspieler. Bekanntheit erlangte er durch seine Rolle als Dr. Bryce Varley in FlashForward und als Dave Rose in Happy Endings.

## Leben und Karriere
Zachary Knighton wurde in Alexandria im US-Bundesstaat Virginia geboren. 1996 studierte er an der Frank W. Cox High School in Virginia Beach. Er ist ein Fan von Horrorfilmen und Surfen. Seine erste Rolle hatte er 2000 im Horror-Thriller Sex oder stirb!. Es folgten zwei Gastauftritte in Ed – Der Bowling-Anwalt und in der beliebten Krimiserie Law & Order. 2003 spielte er die Rolle des Travis in Showtimes-Fernsehfilm The Mudge Boy. Es folgten ein Gastauftritt in der siebzehnten Episode der fünften Staffel des Law-&-Order-Ablegers Law & Order: Special Victims Unit und die Rolle des John Morgan in Martha Coolidges romantischer Komödie Der Prinz & ich. Daraufhin hatte er eine Hauptrolle in Life on a Stick und Gastauftritte in Love, Inc. und Related.
2007 spielte er an der Seite von Sophia Bush die Rolle des Jim Halsey in The Hitcher, einem Remake des 1986 erschienenen Filmes Hitcher, der Highway Killer. Ein Jahr später übernahm er die Rolle des Billo Murphy in der Filmkomödie Surfer, Dude. 2009 erhielt er als Dr. Bryce Varley in FlashForward seine erste Hauptrolle in einer Fernsehserie. Neben kleineren Rollen in It’s Always Sunny in Philadelphia, Bones – Die Knochenjägerin und Dr. House hatte er 2010 eine Hauptrolle in der romantischen Komödie Tug.
Zwischen 2011 und 2013 war er in der Sitcom Happy Endings in der Hauptrolle des Dave Rose zu sehen, welcher von seiner Verlobten vor dem Traualtar stehen gelassen wurde.

## Filmografie
- 2000: Sex oder stirb! (Cherry Falls)
- 2001: Ed – Der Bowling-Anwalt (Ed, Fernsehserie, Episode 1x13)
- 2001: Law & Order (Fernsehserie, Episode 11x15)
- 2003: The Mudge Boy (Fernsehfilm)
- 2004: Law & Order: Special Victims Unit (Fernsehserie, Episode 5x17)
- 2004: Der Prinz & ich (The Prince & Me)
- 2005: Life on a Stick (Fernsehserie, 13 Episoden)
- 2005: Love, Inc. (Fernsehserie, Episode 1x01)
- 2006: Related (Fernsehserie, 2 Episoden)
- 2007: The Hitcher
- 2008: Surfer, Dude
- 2008, 2013: It’s Always Sunny in Philadelphia (Fernsehserie, 2 Episoden)
- 2009: Bones – Die Knochenjägerin (Bones, Fernsehserie, Episode 4x16)
- 2009–2010: FlashForward (Fernsehserie, 22 Episoden)
- 2010: Tug
- 2010: Dr. House (House, Fernsehserie, Episode 7x04)
- 2011–2013: Happy Endings (Fernsehserie, 57 Episoden)
- 2013: Wilfred (Fernsehserie, Episode 3x02)
- 2014: Parenthood (Fernsehserie, 5 Episoden)
- 2015: Weird Loners (Fernsehserie, 6 Episoden)
- 2015: Ashby
- 2016: The Catch (Fernsehserie, 2 Episoden)
- 2016: House of Lies (Fernsehserie, Episode 5x07)
- 2016: Elementary (Fernsehserie, Episode 5x03)
- 2018–2024: Magnum P.I. (Fernsehserie, 96 Episoden)
- 2019:   Santa Clarita Diet (Fernsehserie, 4 Episoden)
- 2020: Hawaii Five-0 (Fernsehserie, 2 Episoden)